# Puschkino (Kaliningrad, Bagrationowsk, Pogranitschny)
Puschkino (russisch Пушкино, deutsch Wesselshöfen, Kreis Heiligenbeil) war ein Ort in der russischen Oblast Kaliningrad (Gebiet Königsberg (Preußen)) und lag im Bereich der jetzigen Pogranitschnoje selskoje posselenije (Landgemeinde Pogranitschny (Hermsdorf)) im Rajon Bagrationowsk (Kreis Preußisch Eylau).

## Geographische Lage
Puschkino lag 18 Kilometer entfernt von Mamonowo auf der östlichen Seite der heutigen russischen Fernstraße R 516 unweit der Ausfahrt nach Laduschkin und Kornewo. Ein Bahnanschluss bestand über Laduschkin an der Bahnstrecke von Kaliningrad über Mamonowo in das heutige Polen (frühere Preußische Ostbahn).

## Geschichte
Das seinerzeit Wesselshöfen genannte Gutsdorf wurde am 11. Juni 1874 Sitz und namensgebender Ort des neu errichteten Amtsbezirks Wesselshöfen, der bis 1945 bestand. Er lag im Landkreis Heiligenbeil im Regierungsbezirk Königsberg der preußischen Provinz Ostpreußen. Am 19. September 1887 wurde das Nachbardorf Kelmkeim (nicht mehr existent) nach Wesselshöfen eingegliedert, und 1910 zählte der Ort 187 Einwohner.
Am 30. September 1928 vergrößerte sich Wesselshöfen noch einmal, als sich der damalige Gutsbezirk mit den Gutsbezirken Düsterwalde und Sperwienen (beide nicht mehr existent) zur neuen Landgemeinde Wesselshöfen zusammenschlossen. 1933 waren 373 und 1939 bereits 408 Einwohner registriert.
Als Folge des Zweiten Weltkrieges kam Wesselshöfen mit dem nördlichen Ostpreußen zur Sowjetunion und erhielt 1950 die im heutigen Russland sehr häufige Bezeichnung „Puschkino“. Noch kurze Zeit war der Ort bewohnt, bis er schließlich aufgegeben wurde. Zuletzt wurde er innerhalb des Pogranitschni sowjet (Dorfsowjet Pogranitschny) noch als Ortschaft erwähnt. Seine Nennung endete mit der Bildung der Pogranitschnoje selskoje posselenije (Landgemeinde Pogranitschny) im Jahre 2009 aufgrund einer Struktur- und Verwaltungsreform.

### Amtsbezirk Wesselshöfen (1874–1945)
Am 11. Juni 1874 wurde der neue Amtsbezirk Wesselshöfen geschaffen. Er gehörte bis 1945 zum Landkreis Heiligenbeil im Regierungsbezirk Königsberg der preußischen Provinz Ostpreußen. Dem Amtsbezirk waren an Landgemeinden und Gutsbezirken zugeordnet:
| Deutscher Name                | Russischer Name | Bemerkungen                                                                              |
| ----------------------------- | --------------- | ---------------------------------------------------------------------------------------- |
| Landgemeinden:                |                 |                                                                                          |
| Kelmkeim                      |                 | 1887 in den Gutsbezirk Wesselshöfen eingegliedert                                        |
| Kumgarben                     |                 |                                                                                          |
| Neu Legden                    |                 | Unbekannten Datums in die Landgemeinde Dösen eingegliedert                               |
| Gutsbezirke:                  |                 |                                                                                          |
| Baumgart                      |                 | 1928 in die Landgemeinde Schönrade (Amtsbezirk Jäcknitz (russ.: Usornoje)) eingegliedert |
| Diedersdorf                   | Jasnaja Poljana | unbekannten Datums in die Landgemeinde Kumgarben eingemeindet                            |
| Dösen                         | Skworzowo       | 1928 in eine Landgemeinde umgewandelt                                                    |
| Düsterwalde                   |                 | 1928 in die Landgemeinde Wesselshöfen eingegliedert                                      |
| Sperwienen                    |                 | 1928 in die Landgemeinde Wesselshöfen eingegliedert                                      |
| Wesselshöfen                  | Puschkino       | 1928 in eine Landgemeinde umgewandelt                                                    |
| ab 10. August 1874: Lemkühnen |                 | 1928 in die Landgemeinde Dösen eingegliedert                                             |
| ab 18. August 1881: Otten     |                 | 1886 in den Amtsbezirk Jäcknitz (Usornoje) umgegliedert                                  |

Aufgrund der vielfachen Umstrukturierungen bestand der Amtsbezirk Wesselshöfen im Jahre 1945 nur noch aus drei Gemeinden: Dösen, Kumgarben und Wesselshöfen, von denen heute keine mehr existiert.

## Kirche
Die Bevölkerung Wesselhöfens war vor 1945 fast ausschließlich evangelischer Konfession. Sie war in das Kirchspiel Zinten eingepfarrt, das zum Kirchenkreis Heiligenbeil in der Kirchenprovinz Ostpreußen der Kirche der Altpreußischen Union gehörte. Die zuletzt amtierenden deutschen Geistlichen waren die Pfarrer Kurt von Grot und Heinz Gerstmann.

## Persönlichkeiten des Ortes

### Mit dem Ort verbunden
- Ludwig Burggraf und Graf zu Dohna-Lauck (1805–1895), preußischer Beamter und Politiker, wurde 1831 Gutsherr auf Wesselshöfen